# Abraham Løkin
Abraham Løkin Hansen (Fuglafjørður, 16 de junho de 1959) é um ex-futebolista e treinador de futebol feroês que atuava como meia-atacante. É atualmente auxiliar-técnico do 07 Vestur.
Seus filhos, Bogi, Karl e Steffan Løkin, também seguem carreira futebolística - os 2 primeiros chegaram a defender a Seleção Feroesa principal, enquanto Steffan representou as seleções de base.

## Carreira de jogador
Løkin teve destaque majoritariamente em clubes feroeses, tendo atuado por mais tempo no ÍF Fuglafjørður (5 passagens). Vestiu ainda as camisas de NSÍ Runavík, B36 Tórshavn e B68 Toftir.
Na Europa continental, representou IK Sleipner (Suécia), Odense BK, BK Frem (ambos da Dinamarca) e Boulogne (França). Aposentou-se em 2002, aos 43 anos.
Pela Seleção Feroesa, jogou 36 partidas entre 1988 e 1994, não tendo feito nenhum gol.

## Carreira de treinador
Løkin chegou a acumular funções de jogador e treinador (ou auxiliar-técnico) enquanto defendia NSÍ Runavík, B36 Tórshavn, ÍF Fuglafjørður e B68 Toftir entre 1983 e 1992. 
Foi ainda técnico da seleção Sub-19 das Ilhas Feroe em 2004 e 2007. Desde 2023, trabalha como auxiliar-técnico do 07 Vestur, equipe da primeira divisão nacional.

## Reconhecimento
Em 2003, na premiação do jubileu da UEFA, ele foi escolhido o melhor jogador de seu país nos 50 anos da entidade.

## Títulos
ÍF Fuglafjørður
- Campeonato Faroês: 1979

NSÍ Runavík
- Copa das Ilhas Faroe: 1986, 2002
- Campeonato Faroês da Segunda Divisão: 1983, 1996

B68 Toftir
- Campeonato Faroês: 1992